# Enrico di Borgogna
Enrico di Borgogna (Henrique de Borgonha) é uma ópera heroica em dois atos de Gaetano Donizetti. Enrico di Borgogna foi a terceira ópera composta por Donizetti, mas a primeira a ser apresentada, sendo a sua estreia em 14 de novembro de 1818 no Teatro San Luca, em Veneza.